# Bóng chuyền tại Đại hội Thể thao châu Á
Bóng chuyền cho nam được tổ chức tại Đại hội Thể thao châu Á từ 1958 ở Tokyo, Nhật Bản. Nội dung nữ được tổ chức từ 1962 ở Jakarta, Indonesia.

## Bóng chuyền trong nhà

### Các quốc gia tham dự

#### Nam
| Đội tuyển                            | 1958 | 1962 | 1966 | 1970 | 1974 | 1978 | 1982 | 1986 | 1990 | 1994 | 1998 | 2002 | 2006 | 2010 | 2014 | 2018 | 2023 | Số lần |
| ------------------------------------ | ---- | ---- | ---- | ---- | ---- | ---- | ---- | ---- | ---- | ---- | ---- | ---- | ---- | ---- | ---- | ---- | ---- | ------ |
| Afghanistan                          |      |      |      |      |      |      |      |      |      |      |      |      |      |      |      |      | 17th | 1      |
| Bahrain                              |      |      |      |      |      | 13th |      | 8th  |      |      |      |      | 8th  |      |      |      | 12th | 4      |
| Bangladesh                           |      |      |      |      |      | 11th | 13th |      |      |      |      |      |      |      |      |      |      | 2      |
| Campuchia                            |      | 7th  |      | 4th  |      |      |      |      |      |      |      |      |      |      |      |      | 19th | 3      |
| Trung Quốc                           |      |      |      |      | 3rd  | 3rd  | 2nd  | 1st  | 1st  | 2nd  | 1st  | 4th  | 2nd  | 5th  | 4th  | 9th  | 2nd  | 13     |
| Đài Bắc Trung Hoa                    |      |      | 7th  | 3rd  |      |      |      |      |      |      | 3rd  | 6th  | 9th  | 11th | 9th  | 3rd  | 11th | 9      |
| Hồng Kông                            | 5th  |      |      |      |      | 14th | 14th | 11th | 8th  |      |      |      | 13th | 17th | 15th | 19th | 16th | 10     |
| Ấn Độ                                | 3rd  | 2nd  | 4th  |      | 5th  | 7th  | 4th  | 3rd  |      |      | 7th  | 5th  | 9th  | 6th  | 5th  | 12th | 6th  | 14     |
| Indonesia                            |      | 4th  | 5th  | 6th  |      |      | 6th  | 10th |      |      | 6th  |      |      | 13th |      | 6th  | 8th  | 9      |
| Iran                                 | 2nd  |      | 3rd  | 5th  | 4th  |      |      |      |      | 5th  |      | 2nd  | 6th  | 2nd  | 1st  | 1st  | 1st  | 11     |
| Iraq                                 |      |      |      |      |      | 5th  | 5th  |      |      |      |      |      |      |      |      |      |      | 2      |
| Nhật Bản                             | 1st  | 1st  | 1st  | 1st  | 1st  | 2nd  | 1st  | 4th  | 3rd  | 1st  | 4th  | 3rd  | 5th  | 1st  | 2nd  | 5th  | 3rd  | 17     |
| Kazakhstan                           |      |      |      |      |      |      |      |      |      | 4th  | 8th  |      | 7th  | 9th  | 10th | 17th | 9th  | 7      |
| Kuwait                               |      |      |      |      | 8th  | 6th  | 7th  | 6th  |      |      |      |      | 11th | 12th | 8th  |      |      | 7      |
| Kyrgyzstan                           |      |      |      |      |      |      |      |      |      |      |      |      |      |      |      | 16th | 14th | 2      |
| Liban                                |      |      |      |      |      |      |      |      |      |      |      |      | 13th |      |      |      |      | 1      |
| Ma Cao                               |      |      |      |      |      |      |      |      |      |      |      | 9th  | 15th |      |      |      |      | 2      |
| Malaysia                             |      |      | 12th |      |      |      |      |      |      |      |      |      |      |      |      |      |      | 1      |
| Maldives                             |      |      |      |      |      |      | 15th |      |      |      |      |      | 17th |      | 16th | 20th |      | 4      |
| Mông Cổ                              |      |      |      |      |      |      |      |      |      | 7th  |      |      | 17th | 17th |      | 18th | 15th | 5      |
| Myanmar                              |      | 6th  |      |      |      | 4th  |      |      | 9th  |      |      |      |      | 14th | 14th | 11th |      | 6      |
| Nepal                                |      |      |      |      |      | 15th | 12th | 12th |      |      |      |      |      |      |      | 15th | 18th | 5      |
| CHDCND Triều Tiên                    |      |      |      |      |      |      |      |      | 4th  |      |      |      |      |      |      |      |      | 1      |
| Bắc Yemen                            |      |      |      |      |      |      | 11th |      |      |      |      |      |      |      |      |      |      | 1      |
| Pakistan                             |      | 3rd  | 9th  | 8th  | 7th  | 9th  |      | 7th  | 5th  | 6th  | 9th  | 7th  |      | 10th | 11th | 8th  | 5th  | 14     |
| Palestine                            |      |      |      |      |      |      |      |      |      |      |      |      | 17th |      |      |      |      | 1      |
| Philippines                          | 4th  | 9th  | 8th  |      | 6th  |      |      |      |      |      |      |      |      |      |      |      | 13th | 5      |
| Qatar                                |      |      |      |      |      |      | 8th  |      |      |      | 10th | 8th  | 4th  | 8th  | 6th  | 4th  | 4th  | 8      |
| Ả Rập Xê Út                          |      |      |      |      |      | 8th  | 9th  | 5th  | 6th  |      |      |      | 3rd  | 7th  | 12th | 10th |      | 8      |
| Hàn Quốc                             |      | 5th  | 2nd  | 2nd  | 2nd  | 1st  | 3rd  | 2nd  | 2nd  | 3rd  | 2nd  | 1st  | 1st  | 3rd  | 3rd  | 2nd  | 7th  | 16     |
| Nam Yemen                            |      |      |      |      |      |      | 10th |      |      |      |      |      |      |      |      |      |      | 1      |
| Sri Lanka                            |      |      | 11th |      |      |      |      |      |      |      |      |      |      |      |      | 13th |      | 2      |
| Thái Lan                             |      | 8th  | 6th  | 7th  |      | 10th |      | 9th  |      |      | 5th  |      | 11th | 4th  | 7th  | 7th  | 10th | 11     |
| Turkmenistan                         |      |      |      |      |      |      |      |      |      |      |      |      |      | 15th | 13th |      |      | 2      |
| Các Tiểu vương quốc Ả Rập Thống nhất |      |      |      |      |      | 12th |      |      |      |      |      |      | 15th |      |      |      |      | 2      |
| Việt Nam                             |      |      | 10th |      |      |      |      |      | 7th  |      |      |      |      | 16th |      | 14th |      | 4      |
| Số đội tham dự                       | 5    | 9    | 12   | 8    | 8    | 15   | 15   | 12   | 9    | 7    | 10   | 9    | 19   | 18   | 16   | 20   | 19   |        |

#### Nữ
| Đội tuyển         | 1962 | 1966 | 1970 | 1974 | 1978 | 1982 | 1986 | 1990 | 1994 | 1998 | 2002 | 2006 | 2010 | 2014 | 2018 | 2023 | Số lần |
| ----------------- | ---- | ---- | ---- | ---- | ---- | ---- | ---- | ---- | ---- | ---- | ---- | ---- | ---- | ---- | ---- | ---- | ------ |
| Afghanistan       |      |      |      |      |      |      |      |      |      |      |      |      |      |      |      | 13th | 1      |
| Campuchia         |      |      | 3rd  |      |      |      |      |      |      |      |      |      |      |      |      |      | 1      |
| Trung Quốc        |      |      |      | 3rd  | 2nd  | 1st  | 1st  | 1st  | 2nd  | 1st  | 1st  | 1st  | 1st  | 2nd  | 1st  | 1st  | 13     |
| Đài Bắc Trung Hoa |      |      | 5th  |      |      |      |      | 5th  | 4th  | 5th  | 4th  | 3rd  | 7th  | 5th  | 9th  | 6th  | 10     |
| Hồng Kông         |      |      |      |      | 6th  |      |      |      |      |      |      |      |      | 7th  | 11th | 10th | 4      |
| Ấn Độ             |      |      |      |      |      | 6th  |      |      |      |      |      |      | 9th  | 8th  | 10th | 9th  | 5      |
| Indonesia         | 3rd  |      | 7th  |      |      |      | 5th  |      |      |      |      |      |      |      | 7th  |      | 5      |
| Iran              |      | 3rd  | 4th  | 5th  |      |      |      |      |      |      |      |      |      |      |      |      | 3      |
| Nhật Bản          | 1st  | 1st  | 1st  | 1st  | 1st  | 2nd  | 2nd  | 3rd  | 3rd  | 3rd  | 3rd  | 2nd  | 6th  | 4th  | 4th  | 2nd  | 16     |
| Kazakhstan        |      |      |      |      |      |      |      |      |      | 6th  | 6th  | 6th  | 3rd  | 6th  | 5th  | 8th  | 7      |
| Maldives          |      |      |      |      |      |      |      |      |      |      |      |      | 10th | 9th  |      |      | 2      |
| Mông Cổ           |      |      |      |      |      |      |      |      | 6th  |      |      | 8th  | 8th  |      |      | 12th | 4      |
| Myanmar           |      | 6th  |      |      |      |      |      |      |      |      |      |      |      |      |      |      | 1      |
| Nepal             |      |      |      |      |      |      |      |      |      |      |      |      |      |      |      | 11th | 1      |
| CHDCND Triều Tiên |      |      |      | 4th  | 4th  | 4th  |      | 4th  |      |      |      |      | 4th  |      |      | 7th  | 6      |
| Philippines       | 4th  | 4th  | 6th  |      |      | 5th  |      |      |      |      |      |      |      |      | 8th  |      | 5      |
| Hàn Quốc          | 2nd  | 2nd  | 2nd  | 2nd  | 3rd  | 3rd  | 3rd  | 2nd  | 1st  | 2nd  | 2nd  | 5th  | 2nd  | 1st  | 3rd  | 5th  | 16     |
| Tajikistan        |      |      |      |      |      |      |      |      |      |      |      | 9th  | 11th |      |      |      | 2      |
| Thái Lan          |      | 5th  | 8th  |      | 5th  |      | 4th  | 6th  | 5th  | 4th  | 5th  | 4th  | 5th  | 3rd  | 2nd  | 3rd  | 13     |
| Việt Nam          |      |      |      |      |      |      |      |      |      |      |      | 7th  |      |      | 6th  | 4th  | 3      |
| Số đội tham dự    | 4    | 6    | 8    | 5    | 6    | 6    | 5    | 6    | 6    | 6    | 6    | 9    | 11   | 9    | 11   |      |        |

## Bóng chuyền chín người

### Tóm tắt

#### Nam
| Năm  | Đăng cai |            | Chung kết           | Chung kết  | Chung kết            |                     | Vị trí thứ 3 | Vị trí thứ 3 | Vị trí thứ 3 |
| Năm  | Đăng cai | Hạng 1     | Điểm                | Hạng 2     | Hạng 3               | Điểm                | Hạng 4       |              |              |
| 1958 | Tokyo    | · Nhật Bản | Không vào chung kết | · Hàn Quốc | · Trung Hoa Dân Quốc | Không vào chung kết | · Hồng Kông  |              |              |
| 1962 | Jakarta  | · Nhật Bản | Không vào chung kết | · Hàn Quốc | · Philippines        | Không vào chung kết | · Indonesia  |              |              |

#### Nữ
| Năm  | Đăng cai |            | Chung kết           | Chung kết  | Chung kết   |                     | Vị trí thứ 3  | Vị trí thứ 3 | Vị trí thứ 3 |
| Năm  | Đăng cai | Hạng 1     | Điểm                | Hạng 2     | Hạng 3      | Điểm                | Hạng 4        |              |              |
| 1962 | Jakarta  | · Nhật Bản | Không vào chung kết | · Hàn Quốc | · Indonesia | Không vào chung kết | · Philippines |              |              |

### Quốc gia tham dự

#### Nam
| Đội               | 1958   | 1962   | Năm |
| ----------------- | ------ | ------ | --- |
| Đài Bắc Trung Hoa | Hạng 3 |        | 1   |
| Hồng Kông         | Hạng 4 |        | 1   |
| Indonesia         |        | Hạng 4 | 1   |
| Nhật Bản          | Hạng 1 | Hạng 1 | 2   |
| Malaysia          |        | Hạng 6 | 1   |
| Philippines       | Hạng 5 | Hạng 3 | 2   |
| Singapore         |        | Hạng 5 | 1   |
| Hàn Quốc          | Hạng 2 | Hạng 2 | 2   |
| Tổng số đội       | 5      | 6      |     |

#### Nữ
| Đội         | 1962   | Năm |
| ----------- | ------ | --- |
| Indonesia   | Hạng 3 | 1   |
| Nhật Bản    | Hạng 1 | 1   |
| Philippines | Hạng 4 | 1   |
| Hàn Quốc    | Hạng 2 | 1   |
| Tổng số đội | 4      |     |

## Liên kết
- Trang chính thức AVC